# グルーン
グルーン (Gloon) は、クトゥルフ神話などに登場する架空の神性。旧支配者。異形の神の一柱。
TRPG『クトゥルフ・ナウ』収録のシナリオ『海底の都市』（The City in the Sea）に登場する。ラヴクラフトの短編『神殿』とエドガー・アラン・ポーの詩『海底の都市』をモデルに創られたTRPGオリジナル神格。アトランティスに関連した存在。
大西洋の海底へ封じ込められた下級の異形の神であり、外見は月桂冠を着けた美形の若者に見えるが、真の姿はナメクジのような怪物。アトランティスの沈没の遥か前、神殿に封じ込められていた。
人間への干渉はグルーンを象った像を使い、人間の夢の中で接触する。夢を見た人間は睡眠中に塩水や海草で溺れそうになりながら、徐々に狂気に陥る。最終的に夢を見た人間の魂は神殿へ引き込まれ、その生命活動が消滅するまでグルーンの拷問を受けることとなる。
異形の神ということが強調されている神格である。初出では「下級の異形の神」とされ、後に『マレウス・モンストロルム』ではグレート・オールド・ワン（旧支配者）に変更される。また二次資料の『エンサイクロペディア・クトゥルフ』にて異形の神（下級の異形の神）とされており、ナイアーラトテップとこの神格だけが「異形の神」として強調されている。

## 登場作品
- クトゥルフ神話TRPG『クトゥルフ・ナウ』